# Буйских, Алла Валерьевна
А́лла Вале́рьевна Буйских (укр. Алла Валеріївна Буйських) — украинский историк и археолог, член-корреспондент Национальной академии наук Украины (2021). Доктор исторических наук, старший научный сотрудник, заместитель директора по научной работе и заведующая отделом античной археологии Института археологии НАН Украины, а также заведующая отделом Національний історико-археологічний заповідник «Ольвія» и преподаватель Киево-Могилянской академии.

## Биография
C 1978 по 1984 год училась на историческом факультете Киевского национального университета имени Тараса Шевченко.
С 1982 по 1994 год прошла путь от лаборанта до старшего научного сотрудника, с 1995 года заместитель начальника экспедиции, в 2011—2017 годах — начальник Ольвийской археологической экспедиции Института археологии НАН Украины. С 2009 года доцент кафедры археологии Киево-могилянской академии.
Заместитель председателя диссовета Д 26.234.01 (Институт археологии НАН Украины).
Член-корреспондент Немецкого археологического института (2007).
Член-корреспондент Академии наук Украины (2021). Член редколлегий ежегодного сборника «Археологічні дослідження в Україні» и Вестника древней истории.
Входила в оргкомитет второй Международной научно-практической конференции «Ольвийский форум», посвященной памяти Валентины Крапивиной (Николаев, 2018).
Кандидатская диссертация — «Ордер в архитектурі Тіри, Ольвії, Херсонеса» (1993; научный руководитель Крижицкий Сергей Дмитриевич); докторская — «Херсонес Таврический: пространственное развитие государства в античную эпоху» (2009).